# Giants Software
Giants Software GmbH – szwajcarski producent komputerowych gier symulacyjnych. Przedsiębiorstwo zostało założone w 2004 roku i ma siedzibę w Zurychu. Studio jest twórcą serii  Farming Simulator. Polskim dystrybutorem gier Giants Software był początkowo Techland, a od 2012 roku cdp.pl.  W 2021 roku wraz z premierą Farming Simulatora 22 spółka pierwszy raz wydała grę bez wsparcia zewnętrznych wydawców.
Pierwszą grą producenta jest Farming Simulator Classic (Symulator farmy) wydany w 2008 roku. Gra osiągnęła duży sukces, w szczególności w Polsce i Niemczech, co skutkowało kolejnymi jej częściami. Giants Software wyprodukował również inne symulatory takie jak Demolition Company i Ski Region Simulator.
Każdego lata organizowany jest FarmCon – wydarzenie, podczas którego twórcy dzielą się nowościami na temat Farming Simulatora.

## Gry
- Farming Simulator 2008 Classic (2008)
- Farming Simulator 2009 (2009)
- Demolition Company (2010)
- Farming Simulator 2011 (2010)
- Ski Region Simulator 2012 (2011)
- Farming Simulator 2012 (2012)
- Farming Simulator 2013 (2012)
- Farming Simulator 14 (2014)
- Farming Simulator 15 (2014)
- Farming Simulator 16 (2015)
- Farming Simulator 17 (2016)
- Farming Simulator 18 (2017)
- Farming Simulator 19 (2018)
- Farming Simulator 20 (2020)
- Farming Simulator 22 (2021)
- Farming Simulator 23 (2023)
- Farming Simulator Kids (2024)
- Farming Simulator 25 (2024)[7]
- Farming Simulator VR (2025)[8]